# Druchema
Druchema, družstvo pro chemickou výrobu a služby (zkratka znamená Družstvo chemické malovýroby) je české družstvo vyrábějící široké spektrum produktů zejména pro dům a zahradu, hobby, autokosmetiku, sport nebo volnočasové aktivity. Mezi nejznámější produkty patří například lepidlo Herkules, lepidlo Kanagom, autokosmetika Tempo nebo lyžařské vosky Skivo.[nenalezeno v uvedeném zdroji]
Družstvo bylo založeno 4. června 1951 v Praze, kde je dodnes (r. 2020) její sídlo.
Předsedou družstva je Jiří Daněk.

## Produkty
- Čisticí a mycí prostředky
- Lešticí prostředky
- Krémy a přípravky na obuv
- Barvy na textil
- Velikonoční produkty
- BIO enzymatické prostředky
- Hnojiva
- Deratizace
- Výtvarné prostředky a modelovací hmoty
- Mořidla a speciální nátěry
- Lepidla
- Vosky příslušenství na lyže
- Cyklo prostředky pro servis a údržbu
- Autokosmetické přípravky
- Daktyloskopické fólie
- Barvicí pásky
- Zakázková výroba